# 吸血鬼福爾摩斯
《吸血鬼福爾摩斯》（Vampire Holmes），是CUCURI於2014年9月發行的智能手機遊戲程式，對應Android與iOS平台。原作者是瀨名快伸。2015年4月開始播放電視動畫。

## 概要

### 第1彈
2014年9月開始配信。舞台是倫敦郊外的屋村。

### 第2彈
2014年11月開始配信。舞台是神奈川縣廳舍。。

### 第3彈
2015年1月開始配信。舞台是不思議的紙芝居世界。

### 第4彈
2015年2月開始配信。

## 角色
福爾摩斯（Holmes）
配音員：瀨名快伸（遊戲、動畫）
哈德遜（Hodson）
配音員：島崎信長
志願做小說家的青年。
基拉（Kira）
配音員：高垣彩陽

## 電視動畫
在2015年4月開始在神奈川電視台播放，網路方面則由Niconico Channel面向日本全國配信。

### 主題曲
「Everlasting Love」
作詞、作曲：瀨名快伸／編曲：倉內達也／歌：玉置成實

### 各話列表
| 話數                         | 日語標題              | 中文標題              | 劇本     | 分鏡     | 作畫監督 |
| ---------------------------- | --------------------- | --------------------- | -------- | -------- | -------- |
| 第1話                        | 名探偵！？彼の名前は… | 名偵探！？他的名字是… | 瀨名快伸 | 瀨名快伸 | 宮本伊織 |
| 第2話                        | 未知なる難事件        | 未知的难事件          | 瀨名快伸 | 瀨名快伸 |          |
| 第3話                        | ホームズの生態        | 摩斯的生态            | 瀨名快伸 | 瀨名快伸 |          |
| 第4話 能ある鷹は、なんとやら |                       |                       | 瀨名快伸 | 瀨名快伸 |          |
| 第5話 俺の散歩に…            |                       |                       | 瀨名快伸 | 瀨名快伸 |          |
| 第6話 難事件の追跡!?         |                       |                       | 瀨名快伸 | 瀨名快伸 |          |
| 第7話 ホームズ、立つ。       |                       |                       | 瀨名快伸 | 瀨名快伸 |          |
| 第8話 黒猫のキラ             |                       |                       | 瀨名快伸 | 瀨名快伸 |          |
| 第9話 歪んでいるモノは       |                       |                       | 瀨名快伸 | 瀨名快伸 |          |
| 第10話 長めの散歩            |                       |                       | 瀨名快伸 | 瀨名快伸 |          |
| 第11話 たった一人の人だって  |                       |                       | 瀨名快伸 | 瀨名快伸 |          |
| 第12話 ホームズは名探偵!?    |                       |                       | 瀨名快伸 | 瀨名快伸 |          |

## 外部連結
- VAMPIRE HOLMES 公式網站（页面存档备份，存于） - CUCURI
- VAMPIRE HOLMES的X（前Twitter）